# Ipomoea ommanneyi
Ipomoea ommanneyi är en vindeväxtart som beskrevs av Alfred Barton Rendle. Ipomoea ommanneyi ingår i släktet praktvindor, och familjen vindeväxter. Inga underarter finns listade i Catalogue of Life.